# Anna Karenina (film fra 2012)
 For alternative betydninger, se Anna Karenina (flertydig). (Se også artikler, som begynder med Anna Karenina)
Anna Karenina er et britisk episk romantisk drama fra 2012, instrueret af Joe Wright. Tilpasset af Tom Stoppard fra Lev Tolstojs roman af samme navn fra 1877. Filmen skildrer den tragiske historie om den prominente russiske aristokrat Anna Karenina, hustru til den ledende statsmand Alexei Karenin, og hendes affære med den velhavende officer Grev Vronsky, hvilket fører til hendes ultimative undergang. Keira Knightley er i hovedrollen som Karenina, der markerer hendes tredje samarbejde med Wright efter både Stolthed og fordom (2005) og Atonement (2007), mens Jude Law og Aaron Taylor-Johnson fremstår som Karenin og Vronsky. Matthew Macfadyen, Kelly Macdonald, Domhnall Gleeson og Alicia Vikander vises i vigtige biroller.
Filmen er produceret af Working Title Films i samarbejde med StudioCanal. Filmen havde premiere på Toronto Film Festival i 2012. Den blev udgivet den 7. september 2012 i Storbritannien og Irland, og den 9. november 2012 i USA. Anna Karenina havde en verdensomspændende bruttoindtjening på ca. 69 millioner dollars.
Det fik fire nomineringer ved de 85. Academy Awards og seks nomineringer til de 66. British Academy Film Awards, hvor Jacqueline Durran vandt begge priser for bedste kostumedesign. Desuden fik Anna Karenina seks nomineringer ved de 17. Satellite Awards, herunder en bedste skuespillerinde nominering til Knightley og bedste manuskript til Stoppard.

## Medvirkende
- Keira Knightley som Anna Arkadievna Karenina[4]
- Jude Law som Grev Alexei Alexandrovich Karenin, Annas ægtemand[5]
- Aaron Taylor-Johnson som Grev Alexei Kirillovich Vronsky, Annas elsker, en kavaleriofficer[5]
- Matthew Macfadyen som prins Stepan "Stiva" Arkadyevich Oblonsky, Annas bror[6]
- Kelly Macdonald som Darya "Dolly" Alexandrovna Oblonskaya[6]
- Alicia Vikander som prinsesse Ekaterina "Kitty" Alexandrovna Shcherbatskaya, Dollys yngre søster[6]
- Domhnall Gleeson som Konstantin "Kostya" Dmitrievich Levin, en landejer og Stivas ven[6]
- Olivia Williams som Grevinde Vronskaya, Vronskys mor[6]
- Ruth Wilson som prinsesse Elizaveta "Betsy" Tverskaya, Vronskys kusine[6]
- Emily Watson som Grevinde Lidia Ivanovna[6]
- Michelle Dockery som Princess Myagkaya, Annas ven[6]
- Raphaël Personnaz som Grev Alexander Kirillovich Vronsky, Alexeis bror[6]
- Holliday Grainger som Baronessen
- Shirley Henderson som Meme Kartasov
- Bill Skarsgård som Kaptajn Machouten
- Cara Delevingne som prinsesse Sorokina
- Alexandra Roach som Grevinde Marie Nordston
- Thomas Howes som Yashvin
- Tannishtha Chatterjee som Masha
- Emerald Fennell som prinsesse Merkalova

## Produktion
Joe Wright blev hyret til at instruere en tilpasning af Lev Tolstojs roman Anna Karenina, hans fjerde samarbejde med Working Title Films. Wright optog de fleste af sine film på en enkelt lydbillede på Shepperton Studios i et forfaldent teater uden for London.. Den italienske komponist Dario Marianelli komponeret filmens score, mens Jacqueline Durran tjente som kostumedesigner. Sarah Greenwood stod for produktionens design. Wright har arbejdet med alle tre i tidligere produktioner, herunder i forhold til 2005-filmen Stolthed og fordom. Yderligere besætningsmedlemmer omfatter filmfotograf Seamus McGarvey, redaktør Melanie Ann Oliver og koreograf Sidi Larbi Cherkaoui.
De medvirkende omfatter Keira Knightley som Anna, Jude Law som hendes mand, Aaron Taylor-Johnson som sin unge kærlighed, og den irske skuespiller Domhnall Gleeson som Konstantin Levin, samt Kelly Macdonald, Olivia Williams, Matthew Macfadyen, Michelle Dockery og Tannishtha Chatterjee. Saoirse Ronan og Andrea Riseborough blev oprindeligt castet til filmen, men droppede ud og blev erstattet af Alicia Vikander og Ruth Wilson. Ronan anførte, at hendes ræsonnement bag valget var filmens lange produktionstidsplan. Det ville have krævet hende til at skrue ned for filmroller fra efteråret 2011 til slutningen af foråret 2012, for at filme, hvad der ville være endt som en birolle. Ved at vælge rollen fra, var hun i stand til at tage hovedrollerne i Byzantium and The Host. The Borgias stjernen Holliday Grainger havde en mindre rolle som baronesse Shilton.
I juli 2011 begyndte Keira Knightley prøver, som forberedelse til hovedrollen. De begyndte at filme senere i 2011. Optagelserne begyndte i oktober 2011. Filmen blev distribueret af Focus Features i Nordamerika og Universal Pictures International for de internationale markeder. Filmen blev udgivet den 7. september 2012 i Storbritannien og 9. november 2012 i USA.

## Kritisk modtagelse
Efter sin udgivelse fik filmen positive anmeldelser fra kritikerne, med nogle roser til de medvirkende – især Knightley – og produktionens design, men kritiserer manuskriptet og Wrights tilsyneladende præference for stil over substans. Filmen modtog en gennemsnitlig vurdering på 61 procent i henhold til gennemgang af aggregator Rotten Tomatoes. Metacritic rapporterede en gennemsnitlig score på 63 ud af 100, baseret på 41 anmeldelser og klassificeret filmen som "generelt gunstigt".

### Anderkendelser
| Award                                 | Kategori                                                 | Modtagere og nomineret                                               | Resultat  |
| ------------------------------------- | -------------------------------------------------------- | -------------------------------------------------------------------- | --------- |
| Academy Awards                        | Best Original Score                                      | Dario Marianelli                                                     | Nomineret |
| Academy Awards                        | Best Cinematography                                      | Seamus McGarvey                                                      | Nomineret |
| Academy Awards                        | Best Production Design                                   | Sarah Greenwood, Katie Spencer                                       | Nomineret |
| Academy Awards                        | Best Costume Design                                      | Jacqueline Durran                                                    | Vundet    |
| Alliance of Women Film Journalists    | Movie You Wanted to Love But Just Couldn't               |                                                                      | Vundet    |
| Alliance of Women Film Journalists    | Best Depiction of Nudity, Sexuality, or Seduction        | Keira Knightley and Aaron Taylor-Johnson                             | Nomineret |
| British Academy Film Awards           | Outstanding British Film                                 | Joe Wright, Tim Bevan, Eric Fellner, Paul Webster, Tom Stoppard      | Nomineret |
| British Academy Film Awards           | Best Original Music                                      | Dario Marianelli                                                     | Nomineret |
| British Academy Film Awards           | Best Cinematography                                      | Seamus McGarvey                                                      | Nomineret |
| British Academy Film Awards           | Best Production Design                                   | Sarah Greenwood, Katie Spencer                                       | Nomineret |
| British Academy Film Awards           | Best Costume Design                                      | Jacqueline Durran                                                    | Vundet    |
| British Academy Film Awards           | Best Makeup and Hair                                     | Ivana Primorac                                                       | Nomineret |
| Critics' Choice Awards                | Best Art Direction                                       | Katie Spencer Sarah Greenwood                                        | Vundet    |
| Critics' Choice Awards                | Best Costume Design                                      | Jacqueline Durran                                                    | Vundet    |
| European Film Awards                  | Best Production Designer                                 | Sarah Greenwood                                                      | Vundet    |
| European Film Awards                  | Best Actor                                               | Jude Law                                                             | Nomineret |
| European Film Awards                  | Best Actress                                             | Keira Knightley                                                      | Nomineret |
| European Film Awards                  | Best Screenwriter                                        | Tom Stoppard                                                         | Nomineret |
| European Film Awards                  | People's Choice Award                                    |                                                                      | Nomineret |
| Golden Globe Award                    | Best Original Score                                      | Dario Marianelli                                                     | Nomineret |
| Hamptons International Film Festival  | Breakthrough Performer                                   | Domhnall Gleeson Alicia Vikander                                     | Vundet    |
| Hollywood Film Festival               | Hollywood Film Award for Production Designer of the Year | Sarah Greenwood                                                      | Vundet    |
| Houston Film Critics Society          | Worst Film                                               |                                                                      | Nomineret |
| Las Vegas Film Critics Society Awards | Best Costume Design                                      | Jacqueline Durran                                                    | Vundet    |
| San Diego Film Critics Society Awards | Best Production Design                                   | Sarah Greenwood                                                      | Nomineret |
| Satellite Awards 2012                 | Best Actress – Motion Picture                            | Keira Knightley                                                      | Nomineret |
| Satellite Awards 2012                 | Best Adapted Screenplay                                  | Tom Stoppard                                                         | Nomineret |
| Satellite Awards 2012                 | Best Art Direction and Production Design                 | Thomas Brown Nick Gottschalk Sarah Greenwood Niall Moroney Tom Still | Nomineret |
| Satellite Awards 2012                 | Best Cinematography                                      | Seamus McGarvey                                                      | Nomineret |
| Satellite Awards 2012                 | Best Costume Design                                      | Jacqueline Durran                                                    | Nomineret |
| Satellite Awards 2012                 | Best Original Score                                      | Dario Marianelli                                                     | Nomineret |